# مورایسویل (کارولینای شمالی)
مورایسویل (به انگلیسی: Murraysville) شهری در ایالت کارولینای شمالی کشور ایالات متحده آمریکا است که جمعیت آن در سرشماری سال ۲۰۱۰ میلادی، ۱۴٬۲۱۵ نفر بوده‌است.